# Piel de Sapo (manzana)
Piel de Sapo es el nombre de una variedad cultivar de manzano (Malus domestica). Esta manzana es originaria de Galicia, está cultivada en la colección de árboles frutales y banco de germoplasma de Mabegondo con el N.º 340; ejemplares procedentes de esquejes localizados en Santiago da Veiga, parroquia del municipio de Sarria (Lugo).

## Sinónimos
- "Manzana Piel de Sapo",[4][5]
- "Maceira Piel de Sapo"
- "Coiro de Sapo".[6]

## Características
El manzano de la variedad 'Piel de Sapo' tiene un vigor medio. Tamaño grande y porte erguido.
Época de inicio de brotación a partir del 18 de abril y de floración a partir del 24 de abril.
Las hojas tienen una longitud del limbo de tamaño medio, con la máxima anchura del limbo es media. Longitud de las estípulas es media y la máxima anchura de las estípulas es media. Denticulación del borde del limbo es serrado, con la forma del ápice del limbo mucronado y la forma de la base del limbo es obtuso. Con subestípulas ausentes.
Sus flores tienen una longitud de los pétalos media, con una anchura de los pétalos media, disposición de los pétalos en contacto entre sí, con una longitud del pedúnculo larga.
La variedad de manzana 'Piel de Sapo' tiene un fruto de tamaño medio, de forma plana-globosa, de color bicolor, con chapa a rayas, e intensidad media. Epidermis de textura desigual, sin pruina en su superficie y con presencia de cera nula. Sensibilidad al "russeting" (pardeamiento áspero superficial que presentan algunas variedades) sensible. Con lenticelas de tamaño medio.
Los sépalos están dispuestos de forma variable, y variable en su base; su fosa calicina es profunda y de una anchura estrecha. Pedúnculo de grosor medio y de longitud corto, siendo la cavidad peduncular de una profundidad media y de anchura media. Con pulpa de color crema-amarilla, cuya firmeza es intermedia y su textura es intermedia; su jugosidad es intermedia, con sabor de acidez débil, y aromática.
Época de maduración y recolección a partir del 15 de octubre. 'Piel de Sapo' es una manzana que su destino es la conservación de esta variedad en el banco de germoplasma de Mabegondo como reserva genética.

## Susceptibilidades
- Oidio: ataque medio
- Moteado: no presenta
- Raíces aéreas: no presenta
- Momificado: no presenta
- Pulgón lanígero: no presenta
- Pulgón verde: ataque medio
- Araña roja: no presenta
- Chancro del manzano: no presenta.[3]